# FC Twente in het seizoen 2010/11 (vrouwen)
Dit is een pagina met diverse statistieken van de vrouwenafdeling van de voetbalclub FC Twente uit het seizoen 2010/11.
Het seizoen 2010/11 was het vierde jaar voor het vrouwenelftal van de Enschedese voetbalclub FC Twente in de eredivisie voor vrouwen, die werd afgesloten als landskampioen. De Tukkers namen dit seizoen ook deel aan het toernooi om de KNVB beker.
Het elftal speelde zijn wedstrijden dit seizoen in de De Grolsch Veste, mits de mannen geen Europese verplichtingen hadden.

## Selectie en technische staf
Mary Kok-Willemsen had in haar selectie de beschikking over twee doelvrouwen. Eerste doelvrouw Tiffany Loeven kreeg dit jaar concurrentie van Sari van Veenendaal, die door laatstgenoemde werd gewonnen. In de verdediging stonden Félicienne Minnaar, Marloes de Boer, Larissa Wigger en Lorca Van De Putte. Maud Roetgering, Kirsten Bakker, Siri Worm en Jolijn Heuvels waren de vervangers. Op het middenveld speelden Maayke Heuver, aanvoerder Ashley Nick, en/of Marloes Hulshof. In de voorhoede was er de keus uit Anouk Dekker, Marlous Pieëte, Suzanne de Kort, Ellen Jansen, Marianne van Brummelen en de van Jong Twente overgekomen Joyce Mijnheer. Later werd ook Marthe Munsterman aan de selectie toegevoegd.
| Nr. |                           | Naam                   | Positie      | Leeft. | Seiz. |
| --- | ------------------------- | ---------------------- | ------------ | ------ | ----- |
| 1   | Vlag van Nederland        | Tiffany Loeven         | doelvrouw    | 20     | 3     |
| 2   | Vlag van Nederland        | Félicienne Minnaar     | verdediger   | 21     | 3     |
| 3   | Vlag van Verenigde Staten | Caitlin Farrell        | verdediger   | 22     | 1     |
| 4   | Vlag van Verenigde Staten | Ashley Nick            | middenvelder | 22     | 1     |
| 5   | Vlag van België           | Lorca Van De Putte     | verdediger   | 22     | 4     |
| 6   | Vlag van Nederland        | Marloes de Boer        | verdediger   | 28     | 4     |
| 7   | Vlag van Nederland        | Suzanne de Kort        | aanvaller    | 20     | 2     |
| 8   | Vlag van Nederland        | Maayke Heuver          | middenvelder | 20     | 3     |
| 9   | Vlag van Nederland        | Anouk Dekker           | middenvelder | 23     | 4     |
| 10  | Vlag van Nederland        | Marloes Hulshof        | middenvelder | 20     | 3     |
| 11  | Vlag van Nederland        | Marlous Pieëte         | aanvaller    | 21     | 4     |
| 12  | Vlag van Nederland        | Maud Roetgering        | verdediger   | 18     | 2     |
| 13  | Vlag van Nederland        | Jolijn Heuvels         | verdediger   | 23     | 4     |
| 14  | Vlag van Nederland        | Kirsten Bakker         | verdediger   | 18     | 2     |
| 15  | Vlag van Nederland        | Siri Worm              | verdediger   | 18     | 3     |
| 16  | Vlag van Nederland        | Marthe Munsterman      | middenvelder | 17     | 1     |
| 17  | Vlag van Nederland        | Ellen Jansen           | aanvaller    | 17     | 3     |
| 18  | Vlag van Nederland        | Larissa Wigger         | middenvelder | 18     | 3     |
| 20  | Vlag van Nederland        | Joyce Mijnheer         | aanvaller    | 17     | 1     |
| 21  | Vlag van Nederland        | Marianne van Brummelen | aanvaller    | 18     | 2     |
| 23  | Vlag van Nederland        | Sari van Veenendaal    | doelvrouw    | 20     | 1     |

| Naam               | Functie              |
| ------------------ | -------------------- |
| Mary Kok-Willemsen | Hoofdtrainer         |
| Theo Wigger        | Assistent-trainer    |
| Roel Kok           | Teammanager          |
| Harry Dost         | Inspanningsfysioloog |
| Erik Maartens      | Keeperstrainer       |
| Liseth Oosterveld  | Fysiotherapeut       |

| v. Veenendaal Minnaar De Boer Bakker Van De Putte Heuver Mijnheer Nick Worm Jansen Pieëte |
| Meest gebruikelijke formatie.                                                             |

## Transfers
Mary Kok-Willemsen begroette dit seizoen vier nieuwe gezichten in het elftal. Sari van Veenendaal werd overgenomen van FC Utrecht om de concurrentie aan te gaan met Tiffany Loeven. Daarnaast werd Joyce Mijnheer overgeheveld vanuit het beloftenelftal, waar zij algeheel topscorer van de landelijke eerste klassen werd. Eind juli werden ook Ashley Nick en Caitlin Farrell aan de selectie toegevoegd.
Daartegenover stond het vertrek van een aantal spelers. Belgisch international Lenie Onzia vertrok naar VVV-Venlo. Denise van Luyn keerde terug naar FC Utrecht. Amber van der Heijde vond in landskampioen AZ een nieuwe club. Ines Roessink en Carmen Bleuming deden een stapje omlaag naar het beloftenelftal. Vlak na het sluiten van de overschrijvingstermijn voor de Eredivisie vertrok ook Mirte Roelvink. Zij tekende een contract bij FCR 2001 Duisburg in Duitsland.
In de tweede seizoenshelft keerde Caitlin Farrell vervroegd terug naar haar geboorteland. Ze tekende bij Philadelphia Independence. Later werd jeugdspeler Marthe Munsterman aan de selectie toegevoegd.

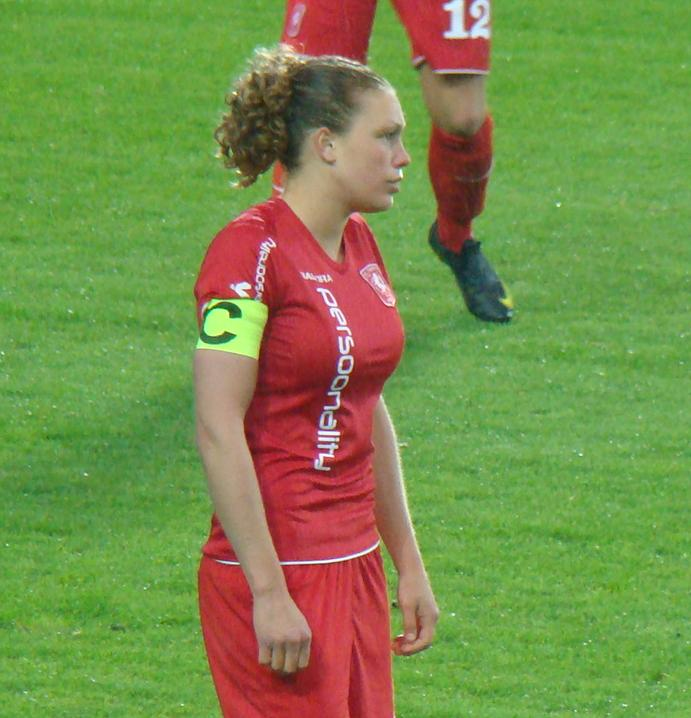
Mirte Roelvink tekent bij de Duitse topclub Duisburg.

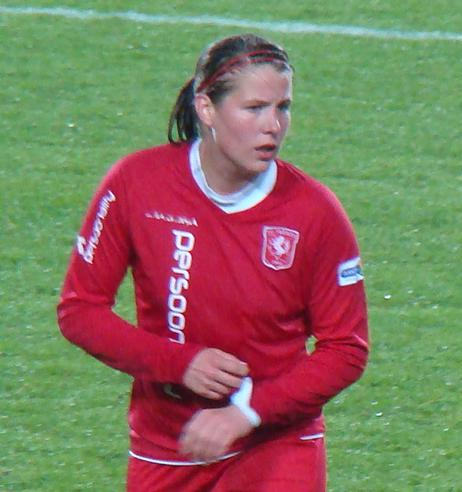
Lenie Onzia vertrekt na twee seizoen bij FC Twente.

### Aangetrokken
| Nr. | Nat. | Naam                | Leeft. | Van                          | Type         | Periode | Contract tot | Transfersom |
| --- | ---- | ------------------- | ------ | ---------------------------- | ------------ | ------- | ------------ | ----------- |
| 23  | NL   | Sari van Veenendaal | 20     | FC Utrecht                   | Transfervrij | Zomer   | medio 2011   | n.v.t.      |
| 20  | NL   | Joyce Mijnheer      | 17     | ATC '65 (Beloften FC Twente) | Transfervrij | Zomer   | medio 2011   | n.v.t.      |
| 3   | US   | Caitlin Farrell     | 22     | WFU                          | Transfervrij | Zomer   | medio 2011   | n.v.t.      |
| 4   | US   | Ashley Nick         | 22     | USC                          | Transfervrij | Zomer   | medio 2011   | n.v.t.      |
| 16  | NL   | Marthe Munsterman   | 18     | ATC '65 (Beloften FC Twente) | Transfervrij | 2e SH   | medio 2011   | n.v.t.      |

#### Vertrokken
| Nr. | Nat. | Naam                 | Leeft. | Naar                         | Type           | Periode | Transfersom | Wed. | Dlpt. |
| --- | ---- | -------------------- | ------ | ---------------------------- | -------------- | ------- | ----------- | ---- | ----- |
| 19  | BE   | Lenie Onzia          | 21     | VVV-Venlo                    | Einde contract | Zomer   | n.v.t.      | 27   | 3     |
| 23  | NL   | Denise van Luyn      | 23     | FC Utrecht                   | Einde contract | Zomer   | n.v.t.      | 2    | 0     |
| 20  | NL   | Amber van der Heijde | 21     | AZ                           | Einde contract | Zomer   | n.v.t.      | 31   | 1     |
| 16  | NL   | Ines Roessink        | 17     | ATC '65 (Beloften FC Twente) | Transfervrij   | Zomer   | n.v.t.      | 6    | 0     |
| 22  | NL   | Carmen Bleuming      | 20     | ATC '65 (Beloften FC Twente) | Transfervrij   | Zomer   | n.v.t.      | 20   | 0     |
| 2   | NL   | Mirte Roelvink       | 24     | FCR 2001 Duisburg            | Einde contract | Zomer   | n.v.t.      | 71   | 2     |
| 3   | US   | Caitlin Farrell      | 23     | Ph. Independence             | Transfervrij   | 2e SH   | n.v.t.      | 12   | 2     |

## Doelstellingen
De club heeft voor het seizoen 2010/11 de volgende doelen gesteld:
| competitie | beoogd resultaat               | start seizoen | behaald resultaat | Eerste wedstrijd | Laatste wedstrijd |
| ---------- | ------------------------------ | ------------- | ----------------- | ---------------- | ----------------- |
| Eredivisie | Top 3                          | n.v.t.        | Winnaar           | 2 september 2010 | 12 mei 2011       |
| KNVB beker | Geen doelstelling geformuleerd | 1/8 finale    | 1/4 finale        | 26 februari 2011 | 26 maart 2011     |

## Het seizoen

### Voorbereiding
De voorbereiding startte dit seizoen op 21 juli. Daarvoor nam de ploeg nog wel deel aan het Beach Soccer Toernooi in Scheveningen, dat op 4 juli plaatsvond. De ploeg eindigde op een derde plek door na strafschoppen sc Heerenveen te verslaan. In de voorbereiding staan een aantal oefenwedstrijden op het programma. Op 1 augustus nam het team deel aan een toernooi in het Duitse Rees. In de finale werd SG Essen verslagen, waarmee het toernooi gewonnen werd. Verder werden er vooral goede resultaten geboekt in de voorbereiding met een nederlaag tegen Lierse SK als uitzondering.

### Eerste seizoenshelft
De vrouwen van FC Twente begonnen moeizaam in de competitie. Pas in de derde speelronde wist Marlous Pieëte het eerste doelpunt te scoren. In de laatste minuut schoot ze de ploeg langs Willem II, waarmee ook direct de eerste overwinning een feit was. De eerste twee wedstrijden eindigden in een gelijkspel (Utrecht thuis, 0-0) en een nederlaag (sc Heerenveen uit, 2-0). Na de winst op Willem II werden achtereenvolgens ook AZ (2-1), FC Zwolle (1-0) en sc Heerenveen (3-2) verslagen. Na deze vier overwinningen op rij stond de ploeg bovenaan in de Eredivisie. Doordat de eerstvolgende wedstrijd met 2-1 van Willem II verloren werd, zakte de ploeg echter weer naar plek 3. In de uitwedstrijd tegen ADO Den Haag werd met 2-2 gelijkgespeeld, waarna thuis tegen nieuwkomer VVV-Venlo met 2-0 gewonnen werd. Doordat de laatste uitwedstrijd tegen Utrecht voor de winterstop afgelast werd vanwege het weer ging het elftal de winterstop in op een tweede plek, achter koploper sc Heerenveen.

### Tweede seizoenshelft

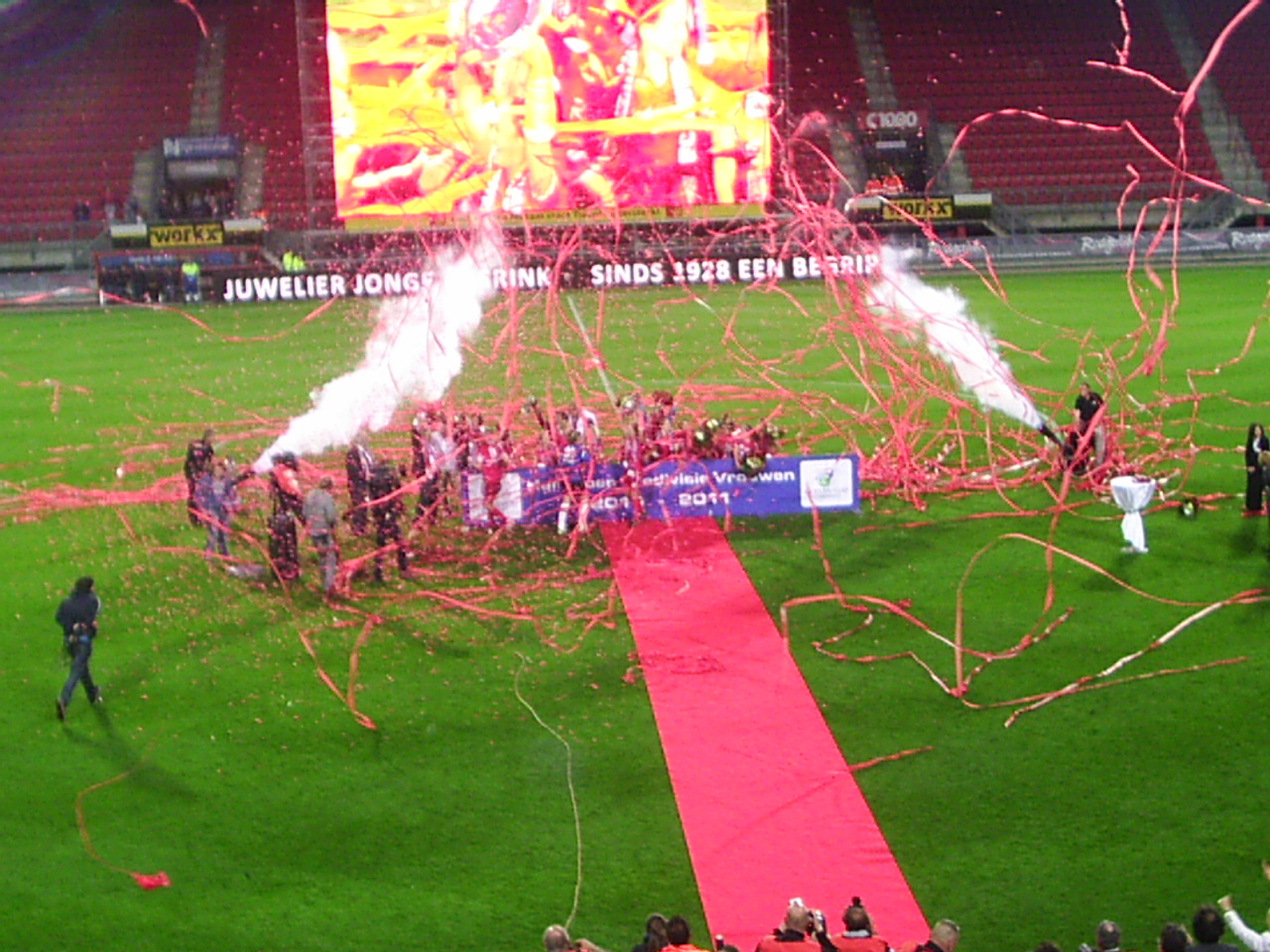
In de laatste speelronde werd Twente landskampioen.

Na een trainingskamp in Spanje werd de competitie op 24 januari hervat tegen AZ. In Hengelo werden de Alkmaarders met 2-1 verslagen, door twee doelpunten van Marlous Pieëte. Een paar dagen later werd er ook van FC Zwolle gewonnen. Doordat sc Heerenveen in dezelfde speelronde punten liet liggen, nam FC Twente de koppositie over.
Wat volgde was een gelijkspel in Utrecht. De ploeg kwam daar op achterstand, maar Marloes de Boer wist de gelijkmaker te scoren. Doordat Heerenveen haar inhaalwedstrijd niet wist te winnen, bleef Twente koploper. ADO Den Haag is dan inmiddels opgeklommen naar plaats twee wanneer het in speelronde 13 op bezoek komt in Hengelo. Net als in de uitwedstrijd komt Twente tot tweemaal toe op voorsprong, en ziet het ADO evenzovaak terugkomen. Heerenveen profiteerde ditmaal wel van het gelijke spel en nam de koppositie op doelsaldo over. ADO volgt op één punt, AZ op twee. De week erna werd er tegen VVV-Venlo wel een overwinning geboekt. Na een half uur spelen stond de ploeg al met 0-3 voor en uiteindelijk werd er met 1-4 gewonnen. De grootste overwinning voor het vrouwenelftal sinds de oprichting. Doordat ADO Den Haag en Heerenveen elkaar in evenwicht hielden nam FC Twente na veertien speelronden de koppositie weer over. Ondertussen werd ook het eerste bekerduel gespeeld. In Ridderkerk was RVVH de tegenstander. FC Twente won met 0-9 en bekerde door naar de kwartfinales, waarin het RCL tegenkomt.
Bij de hervatting van de competitie eind maart, na een periode van interlandvoetbal, begon FC Twente met een gelijkspel in Utrecht. De ploeg kwam nog wel op voorsprong via Ellen Jansen, maar had geen antwoord op de gelijkmaker van Utrecht die kort daarop volgde. Een week later werd sc Heerenveen op een ruime nederlaag getrakteerd in De Grolsch Veste. De Friezen werden met 3-0 verslagen door doelpunten van Worm, Mijnheer en Nick. Hierna werd de ploeg uitgeschakeld in het bekertoernooi. In Leiderdorp kwam het na reguliere speeltijd niet lang RCL (1-1) en moest na strafschoppen de meerdere erkennen in de hoofdklasser.
Na de uitschakeling in de beker volgde winst in de topper tegen AZ. In Alkmaar werd met 1-2 gewonnen van de meervoudig landskampioen, die op dat moment de tweede plaats bezetten. Door de winst werd het gat met de nieuwe nummer twee (ADO) vier punten en met nummer drie AZ vijf punten met nog vier wedstrijden te spelen. De eerstvolgende thuiswedstrijd tegen naaste belager ADO werd echter met 0-2 verloren, waardoor het gat nog maar één punt was met de Hagenezen en twee punten met AZ. Daarna richtte de ploeg zich weer op met een thuisoverwinning tegen VVV-Venlo (1-0) en een uitzege op FC Zwolle (1-5), waardoor winst in de laatste wedstrijd tegen Willem II. volstaat om de landstitel binnen te halen. Uiteindelijk werd Willem II met 4-1 verslagen en werd de ploeg derhalve landskampioen.

## Wedstrijden

### Oefenduels
| Datum + plaats           | Wedstrijd                       | Uitslag       | Scoreverloop |
| ------------------------ | ------------------------------- | ------------- | --- |
| 4 augustus 2010 Buurse   | FC Twente - Herforder SV        | 2 - 1 (1 - 1) | De Kort 1-0, Herforder 1-1, Brummelen 2-1                                                                                               |
| 7 augustus 2010 Buurse   | FC Twente - Arminia Ibbenbühren | 8 - 0 (2 - 0) | 15' Van Brummelen 1-0, 25' Pieëte 2-0, 65' Dekker 3-0, 70' Dekker 4-0, 79' Heuver 5-0, 80' Mijnheer 6-0, 85' Pieëte 7-0, 89' Pieëte 8-0 |
| 14 augustus 2010 Hengelo | FC Twente - Lierse SK           | 1 - 3 (1 - 2) | 2' Lierse 0-1, 15' Mijnheer 1-1, 30' Lierse 1-2, 75' Lierse 1-3                                                                         |
| 18 augustus 2010 Zwolle  | FC Zwolle - FC Twente           | 0 - 1 (0 - 1) | 11' Van Brummelen 0-1 |
| 21 augustus 2010 Leuven  | Oud-Heverlee Leuven - FC Twente | 0 - 3         | Van Brummelen 0-1, Jansen 0-2, Jansen 0-3                                                                                               |
| 15 september 2010 Essen  | SG Essen-Schönebeck - FC Twente | 1 - 2 (1 - 0) | 31' Haves (p) 1-0, 46' Nick (p) 1-1, 63' Heuver 1-2                                                                                     |
| 15 januari 2011 Hengelo  | FC Twente - SG Essen-Schönebeck | 0 - 1 (0 - 1) | SG Essen 0-1 |
| 9 maart 2011 Hengelo     | FC Twente - Zvezda 2005 Perm    | 1 - 4 (0 −1)  | 15' Zvezda 0-1, 65' Klein Braskmap 1-1, Zvezda 1-2, Zvezda 1-3, 85' Zvezda 1-4                                                          |

### Eredivisie
| |                                                                                 |               |                                                                                      | |
| 2 september 2010 | FC Twente                                                                       | 0 - 0 (0 - 0) | FC Utrecht                                                                           | Opstelling FC Twente: |
| FC Twente-trainingscentrum 250 toeschouwers Dhr. Ribbink |                                                                                 |               |                                                                                      | Loeven, Minnaar, Farrell, Bakker, Van De Putte, Heuver, Nick, Wigger (83' Hulshof), Van Brummelen (70' Jansen), Dekker , Pieëte (83' Mijnheer)                                                    |
| - De wedstrijd zou oorspronkelijk in De Grolsch Veste gespeeld worden. Vanwege hevige regenval werd echter besloten dat veld te ontlasten en zodoende werd deze wedstrijd op het trainingscentrum afgewerkt. Caitlin Farrell en Ashley Nick maakten hun debuut voor FC Twente in deze wedstrijd, terwijl Joyce Mijnheer haar competitiedebuut maakte. |                                                                                 |               |                                                                                      | |
| |                                                                                 |               |                                                                                      | |
| 23 september 2010 | sc Heerenveen                                                                   | 2 - 0 (1 - 0) | FC Twente                                                                            | Opstelling FC Twente: |
| Sportpark Skoatterwâld 250 toeschouwers R. Dieperink | Sylvia Smit (p) 17' Shanice van de Sanden 65'                                   |               |                                                                                      | Van Veenendaal, Minnaar (64' Roetgering), Farrell, Wigger, Van De Putte (64' Worm), Nick , Mijnheer (58' Van Brummelen), Hulshof, Heuver, Jansen, Pieëte                                          |
| - Sari van Veenendaal maakte haar debuut voor FC Twente. Eerste doelvrouw Loeven was geblesseerd. |                                                                                 |               |                                                                                      | |
| |                                                                                 |               |                                                                                      | |
| 30 september 2010 | FC Twente                                                                       | 1 - 0 (0 - 0) | Willem II                                                                            | Opstelling FC Twente: |
| De Grolsch Veste 400 toeschouwers G. Heijnen | Marlous Pieëte 90'                                                              |               |                                                                                      | Van Veenendaal, Minnaar, Farrell, Wigger, Van De Putte, Nick , Mijnheer (60' De Kort), Hulshof (72' Bakker), Heuver, Jansen (69' Van Brummelen), Pieëte                                           |
| |                                                                                 |               |                                                                                      | |
| 7 oktober 2010 | AZ                                                                              | 1 - 2 (1 - 1) | FC Twente                                                                            | Opstelling FC Twente: |
| TATA Steel Stadion 150 toeschouwers Van Loenen | Chantal de Ridder 8'                                                            |               | 42' Marlous Pieëte 65' Marloes Hulshof                                               | Van Veenendaal, Minnaar, Farrell, Wigger, Van De Putte, Nick , Mijnheer (66' Van Brummelen), Hulshof (75' De Kort), Heuver, Jansen, Pieëte                                                        |
| |                                                                                 |               |                                                                                      | |
| 14 oktober 2010 | FC Twente                                                                       | 1 - 0 (0 - 0) | FC Zwolle                                                                            | Opstelling FC Twente: |
| De Grolsch Veste 350 toeschouwers L. Wagner | Maayke Heuver 64'                                                               |               |                                                                                      | Van Veenendaal, Minnaar, Farrell, Wigger, Van De Putte, De Boer, Mijnheer (46' De Kort), Nick , Heuver (77' Hulshof), Jansen (85' Van Brummelen), Pieëte                                          |
| - Marloes de Boer maakte na lang blessureleed haar rentree in de ploeg. Heuver scoorde doordat haar corner in één keer het doel in verdween zonder tussentijds aangeraakt te worden. |                                                                                 |               |                                                                                      | |
| |                                                                                 |               |                                                                                      | |
| 21 oktober 2010 | FC Twente                                                                       | 3 - 2 (1 - 0) | sc Heerenveen                                                                        | Opstelling FC Twente: |
| FC Twente-trainingscentrum 250 toeschouwers Wossink | Caitlin Farrell 40' Marieke de Boer (ed) 89' Marlous Pieëte 90+1                |               | 56' Sherida Spitse 68' Sylvia Smit                                                   | Van Veenendaal, Minnaar, Farrell, Wigger, Van De Putte, De Boer (80' Bakker), De Kort (78' Van Brummelen), Nick , Heuver, Jansen (84' Worm), Pieëte                                               |
| |                                                                                 |               |                                                                                      | |
| 28 oktober 2010 | Willem II                                                                       | 2 - 1 (1 - 1) | FC Twente                                                                            | Opstelling FC Twente: |
| Sportcomplex Bijstervelden 225 toeschouwers M.J. Kok | Marlou Jacobs 25' Renée Slegers 65'                                             |               | 7' Ellen Jansen                                                                      | Van Veenendaal, Minnaar, Farrell, Wigger (63' Bakker), Van De Putte, De Boer, De Kort, Nick , Heuver (70' Van Brummelen), Jansen (73' Hulshof), Pieëte Heuver (12'), Farrell (85')                |
| |                                                                                 |               |                                                                                      | |
| 4 november 2010 | ADO Den Haag                                                                    | 2 - 2 (0 - 1) | FC Twente                                                                            | Opstelling FC Twente: |
| Kyocera Stadion 400 toeschouwers T. Klein Zieverink | Lisanne Grimberg (p) 80' Lisanne Grimberg 87'                                   |               | 18' Marloes de Boer 82' Marlous Pieëte                                               | Van Veenendaal, Roetgering, De Boer, Bakker, Heuver, Nick , Jansen, Worm (80' Van De Putte), Mijnheer (70' De Kort), Van Brummelen, Pieëte Bakker (78')                                           |
| |                                                                                 |               |                                                                                      | |
| 11 november 2010 | FC Twente                                                                       | 2 - 0 (1 - 0) | VVV-Venlo                                                                            | Opstelling FC Twente: |
| De Grolsch Veste 500 toeschouwers C.J.L.P. Berben/dhr. Serik | Maayke Heuver 12' Marlous Pieëte 90'                                            |               |                                                                                      | Van Veenendaal, Roetgering, Farrell, Wigger, Worm, Nick (48' Bakker), Mijnheer (46' Jansen), De Boer, Heuver, Van Brummelen, Pieëte                                                               |
| - Het duel werd in de 47e minuut gestaakt wegens een onbespeelbaar veld als gevolg van de regen. Op 18 november werd het restant afgewerkt. Aanvoerder Ashley Nick kon het restant niet spelen wegens een blessure. Marloes de Boer nam de aanvoerdersband over.                                                                                      |                                                                                 |               |                                                                                      | |
| |                                                                                 |               |                                                                                      | |
| 20 januari 2011 | FC Twente                                                                       | 2 - 1 (1 - 0) | AZ                                                                                   | Opstelling FC Twente: |
| FC Twente-trainingscentrum 200 toeschouwers dhr. J. Schuuring | Marlous Pieëte 7' Marlous Pieëte 77'                                            |               | 72' Van Lunteren                                                                     | Van Veenendaal, Roetgering, Farrell, Wigger, Van De Putte, De Boer, De Kort, Nick , Worm (78' Mijnheer), Jansen, Pieëte                                                                           |
| |                                                                                 |               |                                                                                      | |
| 27 januari 2011 | FC Zwolle                                                                       | 0 - 2 (0 - 1) | FC Twente                                                                            | Opstelling FC Twente: |
| Sportpark Be Quick '28 |                                                                                 |               | 10' Ellen Jansen 65' Marlous Pieëte                                                  | Van Veenendaal, Minaar, Farrell, Bakker, Van De Putte, Heuver (68' De Boer), De Kort (75' Munsterman), Nick , Worm (70' Mijnheer), Jansen, Pieëte                                                 |
| - Marthe Munsterman debuteerde voor FC Twente. Doordat sc Heerenveen niet verder kwam dan een gelijkspel in Alkmaar neemt FC Twente de koppositie over. |                                                                                 |               |                                                                                      | |
| |                                                                                 |               |                                                                                      | |
| 31 januari 2011 | FC Utrecht                                                                      | 1 - 1 (1 - 0) | FC Twente                                                                            | Opstelling FC Twente: |
| Sportcomplex Zoudenbalch 150 toeschouwers | Dominique Vugts 44'                                                             |               | 77' Marloes de Boer                                                                  | Van Veenendaal, Minaar, Farrell, Wigger (75' Mijnheer), Van De Putte, De Boer, De Kort (85' Bakker), Nick , Heuver (60' Worm), Jansen, Pieëte                                                     |
| |                                                                                 |               |                                                                                      | |
| 10 februari 2011 | FC Twente                                                                       | 2 - 2 (1 - 1) | ADO Den Haag                                                                         | Opstelling FC Twente: |
| FC Twente-trainingscentrum 300 toeschouwers dhr. T. Oussoren | Siri Worm 6' Caitlin Farrell 59'                                                |               | 30' Lisanne Grimberg 86' Marelle Worm                                                | Van Veenendaal, Roetgering, De Boer, Wigger (45' Farrell), Van De Putte, Heuver, Dekker, Nick , Worm (83' De Kort), Jansen, Pieëte De Boer, Farrell                                               |
| |                                                                                 |               |                                                                                      | |
| 17 februari 2011 | VVV-Venlo                                                                       | 1 - 4 (0 - 3) | FC Twente                                                                            | Opstelling FC Twente: |
| Sportpark Vos 300 toeschouwers R.F. de Lima Schepens | Vanity Lewerissa 60'                                                            |               | 17' Siri Worm 25' Marlous Pieëte 28' Ellen Jansen 90+3' Anouk Dekker                 | Van Veenendaal, Roetgering, De Boer, Bakker, Van De Putte, Heuver, Dekker, Nick , Worm (83' Mijnheer), Jansen (79' De Kort), Pieëte                                                               |
| |                                                                                 |               |                                                                                      | |
| 17 maart 2011 | FC Utrecht                                                                      | 1 - 1 (1 - 1) | FC Twente                                                                            | Opstelling FC Twente: |
| Sportcomplex Zoudenbalch 100 toeschouwers F.R. de Winter | Rowena Blankenstijn 31'                                                         |               | 21' Ellen Jansen                                                                     | Van Veenendaal, Roetgering, De Boer, Bakker, Van De Putte, Heuver, Jansen, Nick , Worm (75' Munsterman), De Kort (46' Hulshof), Mijnheer (60' Dekker)                                             |
| |                                                                                 |               |                                                                                      | |
| 23 maart 2011 | FC Twente                                                                       | 3 - 0 (1 - 0) | sc Heerenveen                                                                        | Opstelling FC Twente: |
| De Grolsch Veste 1500 toeschouwers D.W.G. van Aken | Siri Worm 43' Joyce Mijnheer 48' Ashley Nick 83'                                |               |                                                                                      | Van Veenendaal, Roetgering, De Boer, Bakker, Van De Putte, Heuver (86' Hulshof), Jansen, Nick , Worm (86' Munsterman), Dekker (61' Pieëte), Mijnheer                                              |
| |                                                                                 |               |                                                                                      | |
| 7 april 2011 | AZ                                                                              | 1 - 2 (0 - 2) | FC Twente                                                                            | Opstelling FC Twente: |
| TATA Steel Stadion 300 toeschouwers R. Westland | Desiree van Lunteren 90+1'                                                      |               | 33' Maayke Heuver (pen.) 34' Ellen Jansen                                            | Van Veenendaal, Roetgering, De Boer, Bakker (85' Heuvels), Van De Putte, Heuver, Jansen (74' Van Brummelen), Nick , Worm (63' Pieëte), Dekker, Mijnheer                                           |
| |                                                                                 |               |                                                                                      | |
| 21 april 2011 | FC Twente                                                                       | 0 - 2 (0 - 0) | ADO Den Haag                                                                         | Opstelling FC Twente: |
| De Grolsch Veste 3.000 toeschouwers N. Zeeman |                                                                                 |               | 59' Renate Jansen 69' Mandy van den Berg (p)                                         | Van Veenendaal, Roetgering, De Boer (74' Hulshof), Bakker, Van De Putte, Heuver, Jansen, Nick , Mijnheer (60' Worm), Dekker, Pieëte (67' Van Brummelen) Bakker (68'), De Boer (72'), Heuver (76') |
| |                                                                                 |               |                                                                                      | |
| 28 april 2011 | FC Twente                                                                       | 1 - 0 (1 - 0) | VVV-Venlo                                                                            | Opstelling FC Twente: |
| De Grolsch Veste 1.000 toeschouwers C. Prooi | Anouk Dekker 22'                                                                |               |                                                                                      | Van Veenendaal, Minnaar (83' Roetgering), De Boer, Bakker (88' Heuvels), Van De Putte, Heuver, Jansen, Nick , Worm , Dekker, Pieëte (83' Mijnheer)                                                |
| |                                                                                 |               |                                                                                      | |
| 5 mei 2011 | FC Zwolle                                                                       | 1 - 5 (0 - 5) | FC Twente                                                                            | Opstelling FC Twente: |
| Sportpark Be Quick '28 250 toeschouwers B. Miggels | Lydia Borg 87'                                                                  |               | 6' Ellen Jansen 11' Maayke Heuver 13' Anouk Dekker 14' Anouk Dekker 38' Anouk Dekker | Van Veenendaal, Minnaar, De Boer, Bakker, Van De Putte, Heuver (65' Roetgering), Jansen (73' Munsterman), Nick (57' Hulshof), Worm , Dekker, Pieëte                                               |
| |                                                                                 |               |                                                                                      | |
| 12 mei 2011 | FC Twente                                                                       | 4 - 1 (3 - 0) | Willem II                                                                            | Opstelling FC Twente: |
| De Grolsch Veste 7.000 toeschouwers M. de Lang | Anouk Dekker 1' Maayke Heuver 34' Marlous Pieëte 39' Marianne van Brummelen 82' |               | 78' Daniëlle van de Donk                                                             | Van Veenendaal, Minnaar, De Boer, Bakker, Van De Putte, Heuver, Jansen (90' Nick), Hulshof , Worm (70' Van Brummelen), Dekker , Pieëte (80' Heuvels) Worm (44')                                   |
| - De overwinning op Willem II volstond om voor het eerst in de historie landskampioen te worden. Het toeschouwersaantal van 7.000 was een record voor FC Twente. Het eerste doelpunt van Anouk Dekker werd al na 22 seconden gescoord, een Eredivisie-record.                                                                                         |                                                                                 |               |                                                                                      | |

### KNVB beker
| |                 |                    | | |
| 1/8 finale | RVVH            | 0 - 9 (0 - 2)      | FC Twente | Opstelling FC Twente: |
| Sportpark Ridderkerk |                 |                    | 15' Suzanne de Kort 38' Marlous Pieëte Suzanne de Kort Ellen Jansen Maayke Heuver Suzanne de Kort Kirsten Bakker Maayke Heuver | Van Veenendaal, Roetgering, De Boer, Bakker, Van De Putte, Heuver, De Kort, Nick (Hulshof), Worm (Munsterman), Jansen, Pieëte (Minnaar) |
| |                 |                    | | |
| 1/4 finale | RCL             | 1 - 1 (1 - 0)      | FC Twente | Opstelling FC Twente: |
| Sportpark De Bloemerd | Lenie Mendez 4' | RCL w.n.s. (4 - 3) | 90+3' Ellen Jansen | Van Veenendaal, Bakker, Dekker, Heuvels, Heuver, Hulshof, Jansen, de Kort, Mijnheer, Minnaar, Nick , Pieëte, Van De Putte, Worm         |
| - Ellen Jansen, Anouk Dekker en Maayke Heuver schoten raak in de strafschoppenserie, terwijl doelvrouw van Veenendaal er één keerde. Ashley Nick en Kirsten Bakker scoorden niet vanaf elf meter, waarmee RCL verder bekerde. N.B. Opstelling en wissels niet bekend. |                 |                    | | |

## Statistieken

### Algemeen
| Omschrijving                  | Kader      | Uitkomst                                          |
| ----------------------------- | ---------- | ------------------------------------------------- |
| Grootste overwinning          | Competitie | FC Zwolle uit (1-5)                               |
| Grootste overwinning          | Beker      | RVVH uit (0-9)                                    |
| Grootste nederlaag            | Competitie | sc Heerenveen uit (2-0), ADO Den Haag thuis (0-2) |
| Grootste nederlaag            | Beker      | n.v.t.                                            |
| Meest doelpuntrijke wedstrijd | Competitie | FC Zwolle winst (1-5)                             |
| Meest doelpuntrijke wedstrijd | Beker      | RVVH uit (0-9)                                    |

### Topscorers

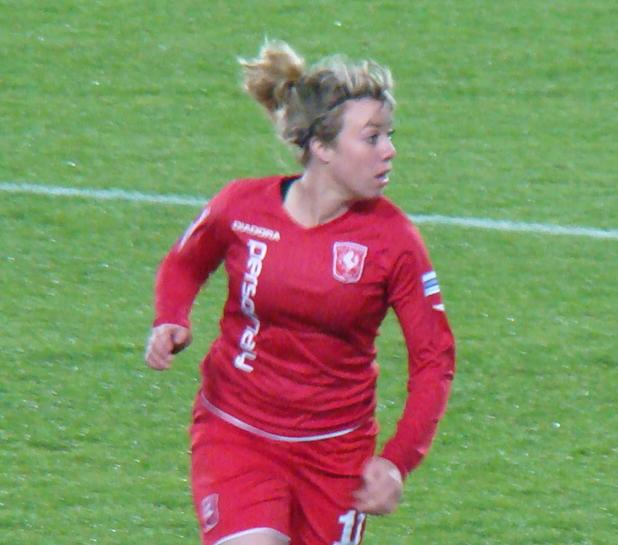
Topscorer Marlous Pieëte.

| #                 | Naam                   | ED | B  | Tot. |
| ----------------- | ---------------------- | -- | -- | ---- |
| 1                 | Marlous Pieëte         | 10 | 1  | 11   |
| 2                 | Maayke Heuver          | 4  | 3  | 8    |
| 2                 | Ellen Jansen           | 5  | 2  | 8    |
| 4                 | Anouk Dekker           | 6  | 0  | 6    |
| 5                 | Suzanne de Kort        | 0  | 3  | 3    |
| 5                 | Siri Worm              | 3  | 0  | 3    |
| 7                 | Marloes de Boer        | 2  | 0  | 2    |
| 7                 | Caitlin Farrell        | 2  | 0  | 2    |
| 9                 | Kirsten Bakker         | 0  | 1  | 1    |
| 9                 | Marianne van Brummelen | 1  | 0  | 1    |
| 9                 | Marloes Hulshof        | 1  | 0  | 1    |
| 9                 | Joyce Mijnheer         | 1  | 0  | 1    |
| 9                 | Ashley Nick            | 1  | 0  | 1    |
| e.d. tegenstander | e.d. tegenstander      | 1  | 0  | 1    |
| Totaal            | Totaal                 | 39 | 10 | 49   |

### Assists

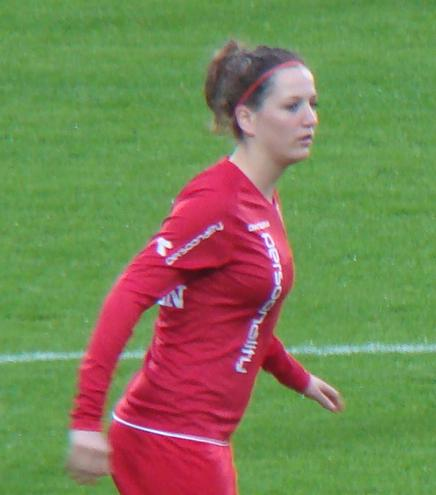
Aangever Ellen Jansen.

| #      | Naam                   | ED | B | Tot. |
| ------ | ---------------------- | -- | - | ---- |
| 1      | Ellen Jansen           | 6  | 0 | 6    |
| 2      | Maayke Heuver          | 4  | 0 | 4    |
| 2      | Marlous Pieëte         | 4  | 0 | 4    |
| 4      | Kirsten Bakker         | 2  | 0 | 2    |
| 4      | Siri Worm              | 2  | 0 | 2    |
| 6      | Marloes de Boer        | 1  | 0 | 1    |
| 6      | Marianne van Brummelen | 1  | 0 | 1    |
| 6      | Anouk Dekker           | 1  | 0 | 1    |
| 6      | Joyce Mijnheer         | 1  | 0 | 1    |
| 6      | Ashley Nick            | 1  | 0 | 1    |
| 6      | Félicienne Minnaar     | 1  | 0 | 1    |
| Totaal | Totaal                 | 24 | 0 | 24   |

### Gele kaarten

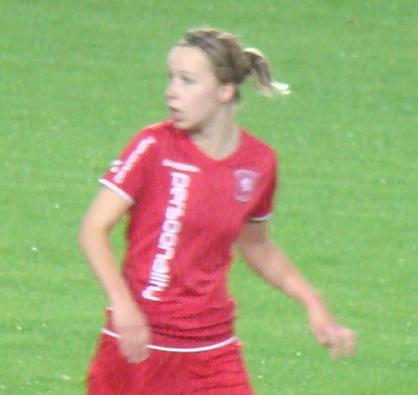
Maayke Heuver kreeg het vaakst geel.

| #      | Naam            | ED | B | Tot. |
| ------ | --------------- | -- | - | ---- |
| 1      | Maayke Heuver   | 3  | 0 | 3    |
| 2      | Kirsten Bakker  | 2  | 0 | 2    |
| 2      | Marloes de Boer | 2  | 0 | 2    |
| 4      | Caitlin Farrell | 1  | 0 | 1    |
| 4      | Siri Worm       | 1  | 0 | 1    |
| Totaal | Totaal          | 7  | 0 | 7    |

### Rode kaarten
| #      | Naam            | ED | B | Tot. |
| ------ | --------------- | -- | - | ---- |
| 1      | Caitlin Farrell | 1  | 0 | 1    |
| Totaal | Totaal          | 1  | 0 | 1    |

## Jong FC Twente / ATC '65

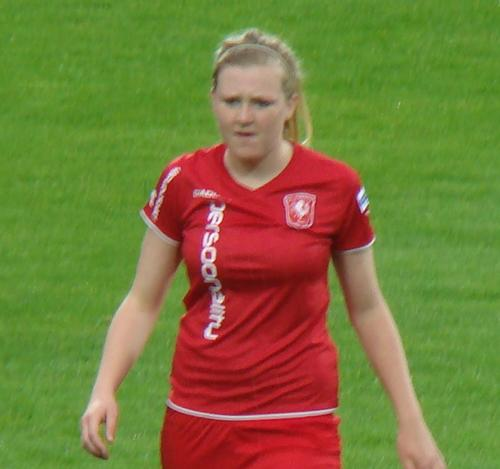
Ines Roessink

Voor het tweede achtereenvolgende jaar heeft FC Twente een beloftenteam. Onder de naam vv ATC '65 kwam het elftal onder leiding van Arjan Veurink uit in de hoofdklasse, na de promotie van vorig jaar.
In vergelijking met het voorgaande seizoen werd Joyce Mijnheer overgeheveld naar het eerste elftal van FC Twente. Jirre den Biesen, Valerie Seinen en Sanne van Vemde vertrokken naar Be Quick '28, Rozemarijn Veldhuis vertrok naar SC Buitenveldert en Joëlla de Vos naar SV Gramsbergen.
Van FC Twente 1 kwamen Carmen Bleuming en Ines Roessink over en van FC Twente C3 Linsey te Hennepe en Carmen Wijnbergen. Verder werden ook Lieke Lambers (OZC), Astrid van den Broek (SV Schalkhaar) en Arte Brueren (RKHVV) aan de selectie toegevoegd.
Gaandeweg het seizoen besloot Linda de Graaff het elftal te verlaten. In februari sloot ze aan bij FC Zwolle. In de tweede seizoenshelft sloten Judith Westervelt en Talissa Oirale aan vanuit de C3.
De ploeg eindigde op een vierde plaats in de competitie en promoveerde daarmee naar de nieuwe Topklasse.
Selectie seizoen 2010/11:
| Positie         | Spelers |
| --------------- | --- |
| Doelverdediging | Charlotte Moor (1992), Esther Stonks (1993) |
| Verdediging     | Suzan Boekelder (1994), Tessa Klein Braskamp (1994), Lieke Lambers (1993), Marese Nijman (1992), Nathalja Nijman (1992), Carmen Wijnbergen (1994) |
| Middenveld      | Astrid van den Broek (1992), Arte Brueren (1993), Linsey te Hennepe (1994), Marthe Munsterman (1993), Ines Roessink (1992), Talissa Oirale (199?) |
| Aanval          | Carmen Bleuming (1990), Linda de Graaff (1993), Leanne Pegge (1993), Tashira Renfurm (1993), Judith Westervelt (199?)                             |

De selectie wordt bij wedstrijden aangevuld met reservespelers van het eerste elftal en spelers uit de voetbalacademie.

### Jong FC Twente in de KNVB beker
Door het winnen van de poule in de 1e ronde van het bekertoernooi stroomden de beloften door naar de knock-outfase van het toernooi. DTS Ede werd door de KNVB aan het beloftenelftal gekoppeld middels de loting. Thuis werd er met 4-5 verloren van de ploeg uit Ede, waarmee het elftal werd uitgeschakeld.
|                                       |                                                                                |               |                                                                                          | |
| 12 februari 2010                      | VV ATC '65 / beloften FC Twente                                                | 4 - 5 (2 - 3) | DTS Ede                                                                                  | Opstelling Beloften FC Twente: |
| (2e ronde) FC Twente-trainingscentrum | Linsey te Hennepe 21' Joyce Mijnheer 25' Joyce Mijnheer 71' Joyce Mijnheer 83' |               | 3' Eveline Zech 8' Eveline Zech 42' Linda Helbling 59' Annelies Oomen 61' Linda Helbling | Stronks, N. Nijman, Boekelder (35' Lambers), Heuvels, M. Nijman , Te Hennepe (55' Klein Braskamp), Roessink, Munsterman, Bleuming (45' Pegge), Renfurm, Mijnheer |